# John James (wioślarz)
John Jesse James (ur. 21 września 1937, zm. 28 października 2024 w Australii) – brytyjski wioślarz, srebrny medalista olimpijski.

## Kariera
Wystąpił na igrzyskach olimpijskich w Tokio w 1964, gdzie reprezentacja Wielkiej Brytanii w składzie: John Russell, Hugh Wardell-Yerburgh, William Barry i John James zdobyła srebrny medal w czwórkach bez sternika. W finale o 1,17 sekundy przegrali z Duńczykami, a o 0,90 sekundy pokonali osadę USA. Był to jego jedyny start olimpijski.
Kształcił się na Uniwersytecie Londyńskim. W 1964 uzyskał uprawnienia księgowego, jednak pięć lat później wyemigrował do Australii. Dołączył tam do klubu North Shore Rowing Club w Sydney, w barwach którego startował w zawodach kategorii masters, oprócz tego był trenerem oraz działaczem. W 2021 odznaczony Orderem Australii.
Był żonaty, miał dwójkę dzieci.